# Avenue M
Avenue M – stacja metra nowojorskiego, na linii B i Q. Znajduje się w dzielnicy Brooklyn, w Nowym Jorku i zlokalizowana jest pomiędzy stacjami Avenue J i Kings Highway. Została otwarta w 1919.